# Roseraie Untergiesing de Munich
La Roseraie Untergiesing de Munich (en allemand: Rosengarten Untergiesing, München) est une roseraie de 12,5 hectares située à Munich, en Bavière.
Elle est ouverte quotidiennement au public.

## Histoire
Cette roseraie est un des jardins consacrés aux roses parmi les plus grands de Bavière et d'Allemagne. 
Fondée en 1969, elle a été dessinée par les paysagistes Berthold Thormählen, Mathias Tantau et Wilhelm Kordes. 

## Collections
La roseraie compte actuellement plus de 35.000 roses et 1.020 variétés de roses, représentant toutes les sortes de couleurs et de parfums.

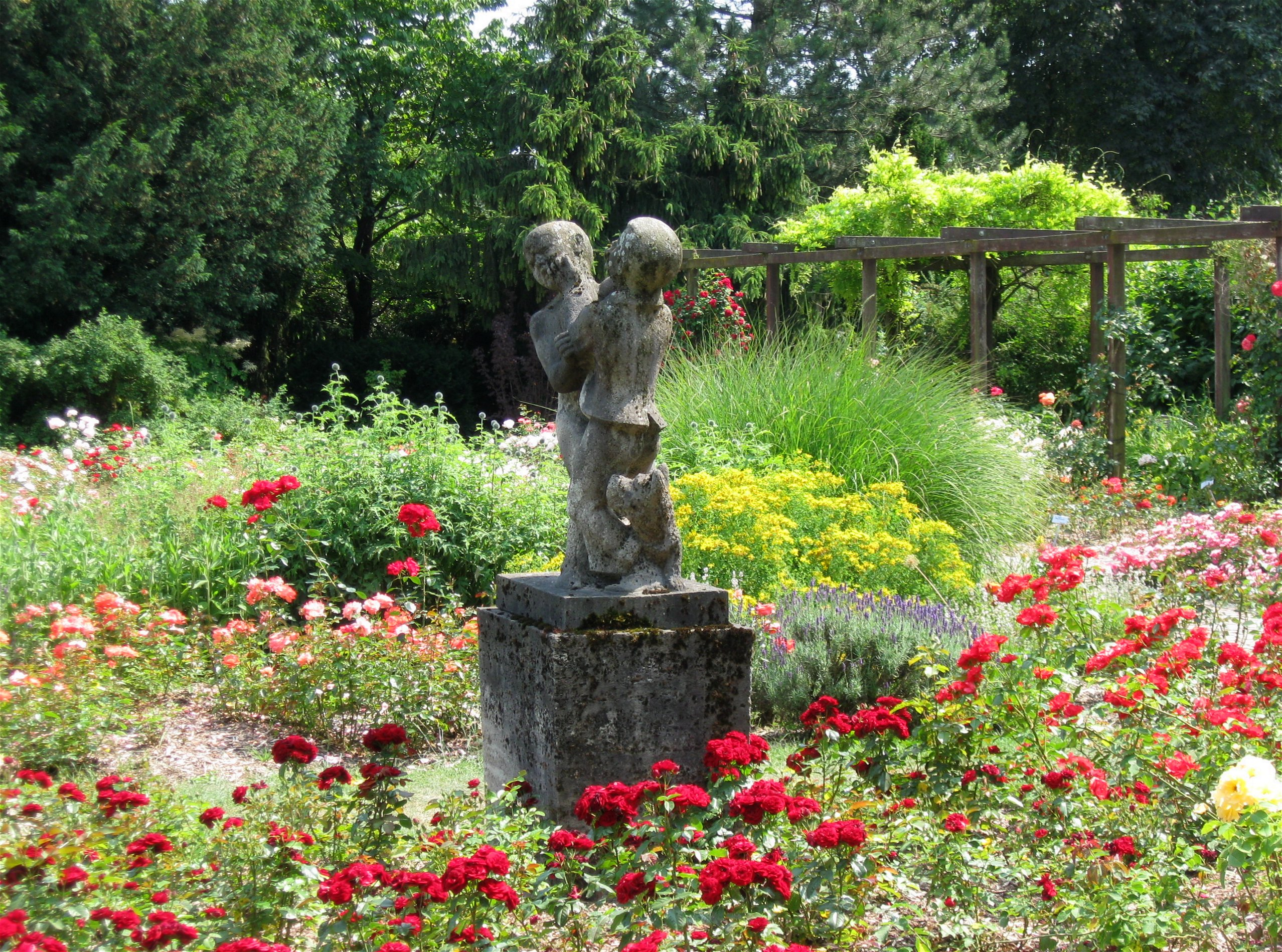
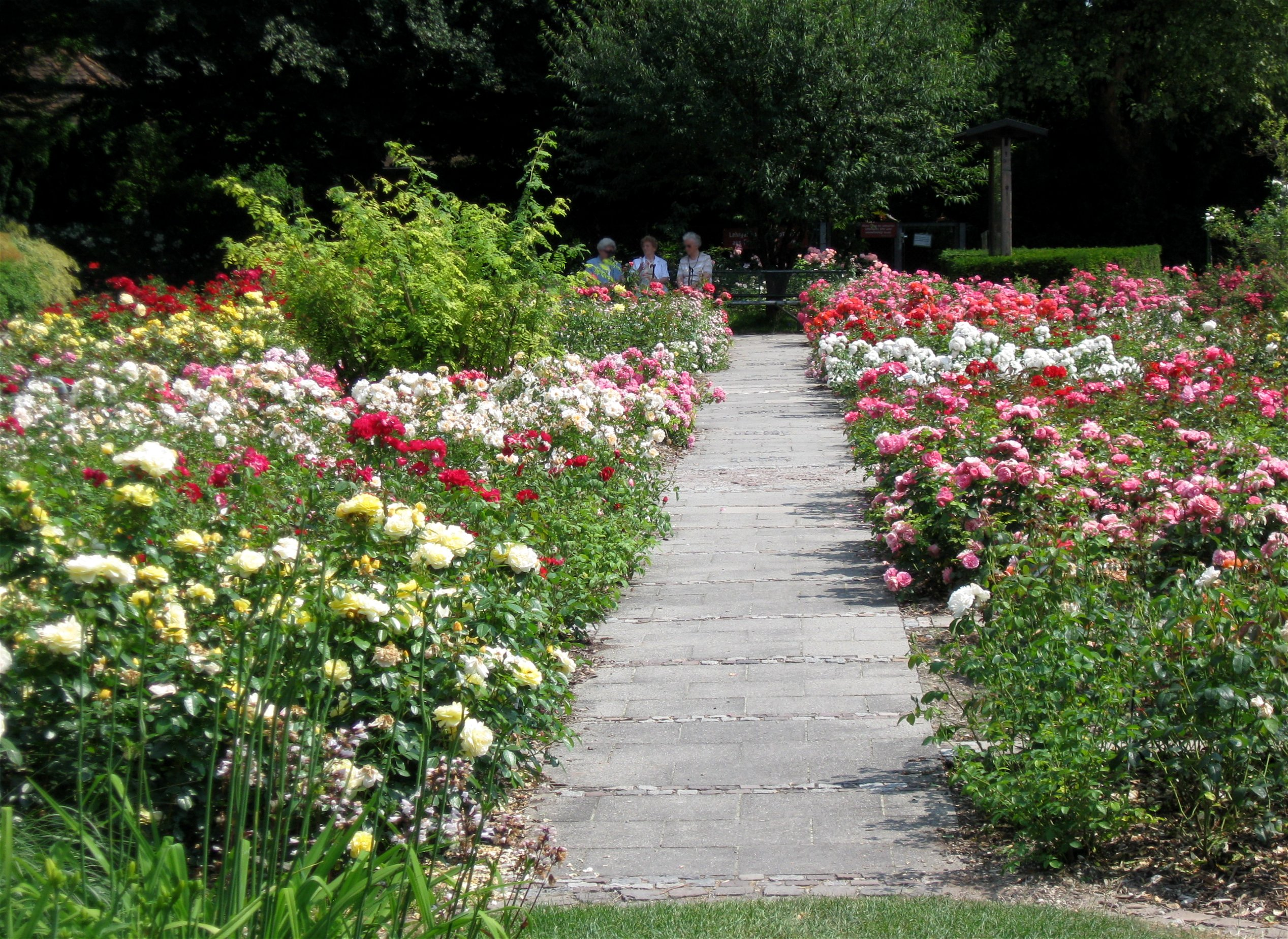
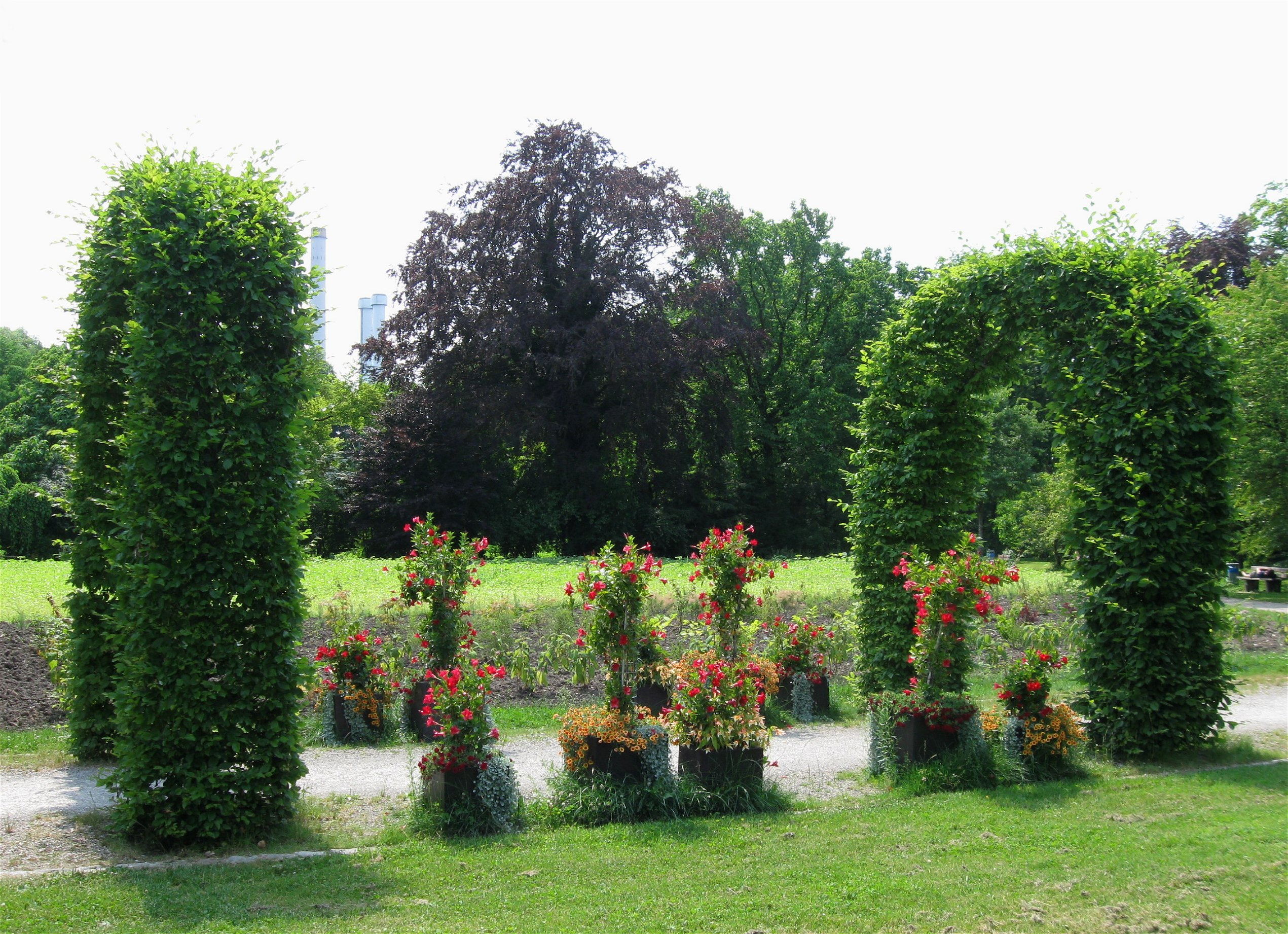
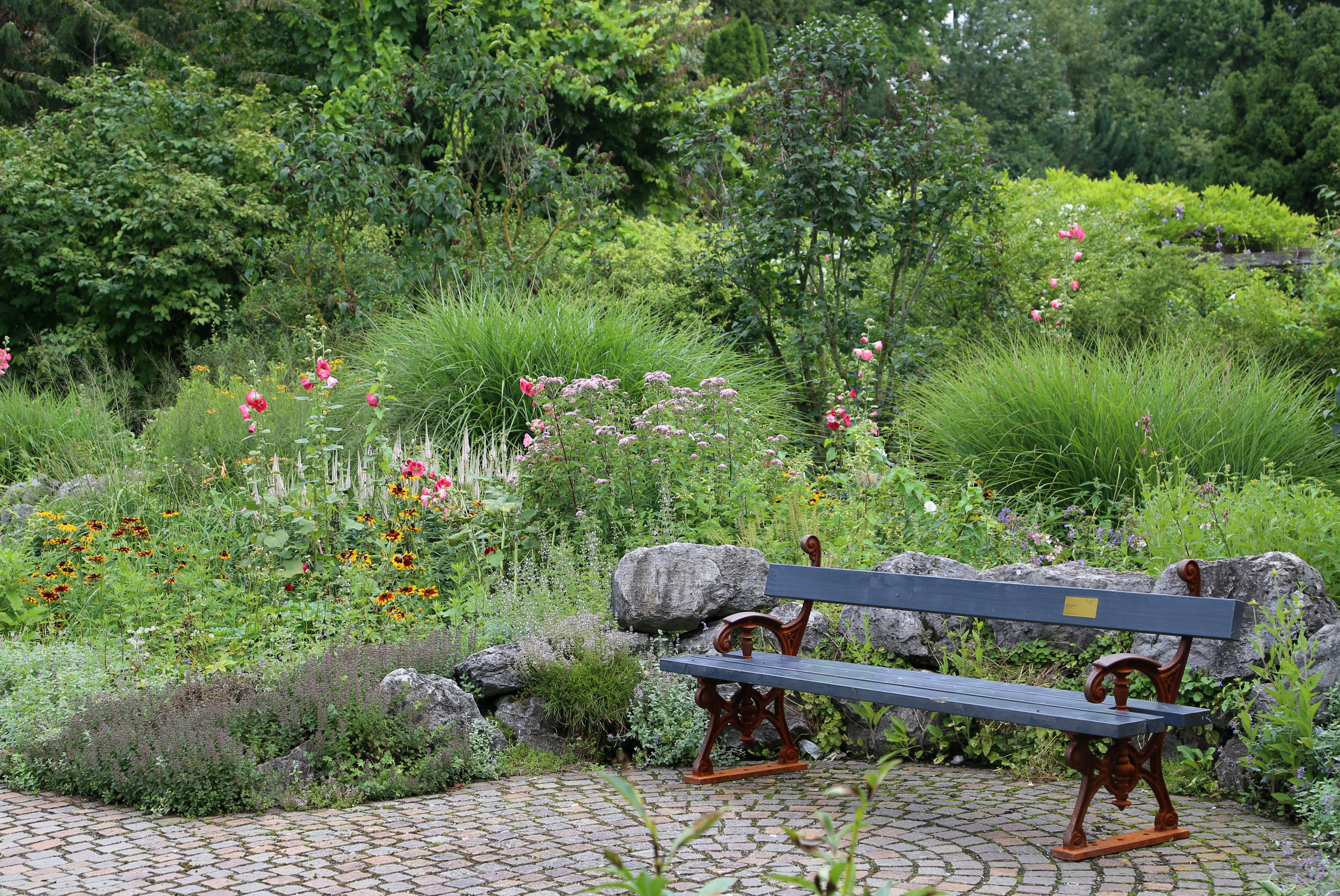

## Emplacement
Rosengarten Untergiesing München, SachsenstraßEt D-81543 Untergiesing München-Munich, Bayern-Bavière, Deutschland-Allemagne